# خارج المنهج (مسلسل)
خارج المنهج (بالكورية: 인간수업) هو مسلسل دراما تلفزيوني كوري جنوبي من إخراج كيم جين مين، وبطولة كيم دونغ هي، وجونغ دا بين، وبارك جو-هيون. تم إصداره على نتفليكس في 29 أبريل 2020.  

## ملخص القصة
في إطار من الدراما والإثارة، يجد طالب مدرسة ثانوية نموذجي غارق في عالم مليء بالجرائم الخطيرة أن حياته المزدوجة انقلبت رأساً على عقب عندما تهتم زميلته بسره.

## طاقم التمثيل والشخصيات

### الشخصيات الرئيسية
- كيم دونغ هي بدور أوه جي سو
- جونغ دا بن في دور سيو مين هي
- بارك جو-هيون في دور باي غيو ري
- نام يون سو في دور كواك كي تاي
- تشوي مين-سو بدور لي وانغ-تشول
- بارك هيوك كون في دور تشو جين وو
- Kim Yeo-jin بدور لي هاي-غيونغ

### متكرر
- يو يي-هوا بدور سونغ-مي
- كيم يي كيونغ بدور جي-يي
- بارك بو مي بدور مين جو
- جانغ سي ريم في دور إيون تشاي
- كيم غيو-تاي بدور ليم تاي-وو
- كوون هان سول في دور هي مين
- وو دا-في بدور سو-جي
- كانغ سو-هيواه بدور نا-يون
- لي جاي-بايك في دور كانغ-بانغ
- تشو جون-غيو في دور تشاي-بين
- كيم بيونغ هوي بدور تاي نام
- بارك هو سان في دور جونغ جين
- شيم يي يونغ في دور والدة جيو ري
- كيم يونغ بيل في دور والد غيو ري
- بايك جو هي في دور تشو مي جونغ
- ليم غي-هونغ بدور ريو داي-يول
- كيم كوانغ كيو بدور بيونغ كوان
- لي سيونغ-وو في دور كيونغ-شيك
- أوه كوانغ روك بدور جاي إيك
- لي هيون-غول في دور دو-غي
- تشون دونغ بن في دور جونغ هوان

## روابط خارجية
- خارج المنهج على موقع IMDb (الإنجليزية)
- خارج المنهج على موقع روتن توميتوز (الإنجليزية)
- خارج المنهج على موقع نتفليكس (الإنجليزية)
- خارج المنهج على موقع قاعدة بيانات الأفلام العربية
- خارج المنهج على موقع كينوبويسك (الروسية)
- خارج المنهج على موقع ألو سيني (الفرنسية)
- خارج المنهج على موقع قاعدة بيانات الفيلم (الإنجليزية)
- خارج المنهج على هانسينما